# 엽준
엽준(중국어 정체자: 葉準, 간체자: 叶准, 병음: Yè Zhǔn 광둥어: Jip6Zeon2, 1924년 7월 10일 ~ )은 주로 영춘권을 가르치는 중국의 무술가이다. 그는 영춘권을 연마한 무술가인 엽문의 맏아들로, 엽준의 아버지인 엽문은 이소룡에게 무술을 가르친 사부로도 유명하다.

## 생애

### 어린 시절
엽준은 1924년 7월 10일 광둥성 불산에서 태어났다. 엽준의 아버지는 영춘권을 널리 보급한 무술가인 엽문으로, 엽준이 태어나던 당시 불산에서 국민당 소속의 경찰관으로 일하고 있었다.
1949년, 중국본토에서 중국공산당이 중화인민공화국을 건립하자 엽준의 아버지인 엽문은 공산당을 피해 홍콩으로 이주했다. 반면, 엽준은 불산에 남아 대학교에서 자신의 공부를 계속했다. 1952년, 중국본토에서 문화대혁명이 발생하자 엽준과 그의 남동생인 엽학정은 강제적으로 불산을 떠나 자신의 아버지가 있는 홍콩으로 이동했다.

### 교육
엽준은 중국사, 철학, 시, 전통음악, 그리고 불교를 배웠다. 1950년, 엽준은 공부를 마치고 선생을 자신의 직업으로 선택했다.
중국사를 가르치는 것에 더하여 그는 음악과 과학을 가르쳤다. 그는 불산의 문화부에서 여는 연극을 지원하기도 했다. 그 시기동안 그는 음악에 대한 연구의 결과로, "중국예술에 있어 가장 잠재력 있는 인물"로 뽑혔다.

### 프로경력
홍콩에서 입씨는 낮에는 회계사와 신문기자로 일했고 저녁에는 아버지의 지도 아래 윙천을 연습했습니다. 아버지의 뜻에 따라 1965년에 빙츤 체육회 사무에 참여했고 1968년에 정식으로 설립되었을 때 창립 멤버 중 한 명이 되었습니다. 협회의 첫 3년 동안, Ip는 회계 담당자의 역할을 맡았고 나중에 회장으로 임명되었습니다.

### 교수업적
1967년, 입춘은 홍콩에서 윙춘을 가르치기 시작했고 윙춘 입춘 아카데미의 회장이자 30년 동안 입춘의 학생이었던 렁충웨이와 호카이와 같은 그의 1번째 학생들 중 일부는 현재도 그와 함께 훈련하고 있다. 입씨의 아버지는 1972년 12월에 돌아가셨고, 그의 시우님 타오, 첨키우, 묵옌종의 영화 영상을 후세를 위해 그의 아들들에게 맡겼습니다. 2014년에 입춘은 윙춘식 쿵푸의 유산을 물려받은 윙춘을 대표할 후보로 선정되었다. 입춘은 호주, 영국, 미국과 같은 나라들을 포함한 많은 도시들에서 가르치고 세미나를 열었다.

## 인필름
입춘은 1976년 영화 브루스 리에서 작은 역할을 맡았다. 이소룡의 날개천시푸(입맨)로서의 남자, 신화. Ip는 1999년 영화 What You Gonna Do, Sai Fung? (1959년 某日某)에서 입맨으로 특별 출연했다. 입씨는 아버지의 삶을 다룬 2008년 홍콩 영화 입맨의 컨설턴트로 활동했습니다. 그는 또한 또 다른 영화 "전설은 태어난다 – 입맨"에서 렁비크(렁잔의 아들) 역으로 특별 출연했다. 2013년, 그는 또 다른 입맨 영화 입맨: 파이널 파이트에 카메오로 출연했다.

## 수상 내역
- 입춘(Ip Chun)씨는 세계 최초의 무술 학위 프로그램을 도입한 유일한 전문 및 교육 자선 단체인 영국 무술 협회(Society of Martial Arts, U.K.)로부터 창립자이자 회장인 교수로부터 장학금(FSMA)을 받았다. Eugene de Silva PhD, 2000년 FRSA.

- 음악 연구로 "중국 미술에서 가장 잠재력 있는 사람" 상을 받았다.

- 2010 상하이 국제 영화제에서 중국 영화 채널 미디어 어워드 남자 조연상 수상자이다.

- 2010년 상하이 국제 영화제에서 중국 영화 채널 미디어 어워드 신인 배우상 후보에 상승했다.

## 같이 보기
- 엽문 : 엽준의 아버지
- 이소룡
- 견자단
- 영춘권